# Ламашту
Ламашту је, у месопотамској митологији, је женски демон, чудовиште, злоћудна богиња или демон-богиња које злоставља жене током порођаја и, ако је могуће, киднапује децу током дојења. Гризла би им кости и сисала крв, а приписују јој се и и низ других злих дела. Била је ћерка небеског бога Ануа .
Ламашту је приказан као митолошки хибрид, длакавог тела, главе лавице са магарећим зубима и ушима, дугим прстима и ноктима и ногама птице са оштрим канџама. Често се приказује како стоји или клечи на магарцу, негује свињу и пса и како држи змије. Поседује неке функције и сличност је са месопотамским демоном Лилит.

## Митологија
Ламаштуин отац је био Бог неба Ану. За разлику од многих других уобичајених демонских личности и описа у месопотамском предању, за Ламашту се каже да делује од сопствене злобе, а не од божанских упутстава. Уз то њено име је записано заједно са клинастом одредницом која указује на божанство. То значи да је она сама била богиња или полубогиња.
Носила је седам имена и описана је као седам вештица у бајалицама. Њена зла дела су обухватала (али нису била ограничена на): убијање деце, нерођених и новорођенчади; наношење штете мајкама и будућим мајкама; прождирање мушкарца и пијење њихове крви; узнемиравање сна; доношење ноћних мора; сушење лишћа; загађивање река и језера; доношење заразе, болести и смрти. 
Пазузу, бог или демон, је позиван да заштити мајке и новорођенчад од Ламаштуине злобе, обично на амајлијама и статуама. Иако се говорило да је Пазузу доносилац глади и суше, на њега се такође позивало против зла ради заштите, и против куге, али се првенствено и често позивао против његовог жестоког, злонамерног ривала Ламашту.
Бајалица против Ламашту:

## Ритуал
Акадска бајалица и ритуал против Ламашту су наведени у делу   из. 2 (1988)  Наводи се као „бајалица да се одагна дуготрајна грозница и Ламашту“. Прописани ритуал укључује Ламашту фигурицу. Пред фигурицу се мора ставити жртва од хлеба и прелити водом. Црни пас мора носити фигурицу. Затим се фигурица три дана ставља близу главе болесног детета, а срце прасета јој се ставља у уста. Заклињање се мора изговарати три пута дневно, поред даљих жртвеница од хране. У сумрак трећег дана, фигурица се износи напоље и сахрањује близу зида.
- Плочица са Ламашту коју држи Пазузу
- Горњи део плочице изблиза
- Доњи део плочице изблиза
- Ламашту плочица